# Indutiomar
Indutiomar ali Induciomar je bil vodilni aristokrat Treverov, naseljenih v okolici današnjega Trierja, Nemčija, * ni znano, † 53 pr. n. št.
Med vladavino Julija Cezarja in njegim osvajanjem Galije je bil vodja protirimske struje Treverov in politični tekmec svojega prorimsko usmerjenega zeta Cingetoriksa.

## Biografija
Leta 54 pr. n. št. se je Indutiomar pripravljal na vojno proti Rimljanom in evakuiral neborce v Ardene. Ko je Cezar na poti v Britanijo prispel na ozemlje Treverov, so Indutiomarja zapustili številni njegovi vodilni podporniki in se podredili Cezarju v upanju, da bodo ohranil svoj privilegiran položaj. Cezar je sprejel njegovo podreditev in vzel 200 talcev, vključno z več člani Indutiomarjeve družine, in izkoristil priložnost, da na Indutiomarjevo škodo na oblast nad Treveri postavi njegovega nasprotnika Cingetoriksa. 
Indutiomar je zaradi odvzema velikega  dela moči postal še bolj zagrizen sovražnik Rimljanov in čakal na ugodno priložnost, da se maščuje. Takšna priložnost je kmalu prišla. Da bi zagotovil ustrezno oskrbo s hrano, je Cezar svoje čete čez zimo razpršil po različnih delih Galije. Indutiomar je spodbudil Ambioriksa in Kativolka, poglavarja Eburonov, da napadeta rimsko legijo, nameščeno v njuni državi. Sam je kmalu zatem krenil proti Titu Labienu, utaborjenemu med Remi, takoj zahodno od Treverov. Po opozorilu, da je Cezar zmagal nad Nervijci,  je Indutiomar umaknil svoje sile na ozemlje Treverov in zbral sveže čete. Pozimi je pošiljal poslanike h germanskim plemenom, da bi pridobil zaveznike. K njemu samemu so začela po lastni volji pošiljati poslanike druga ljudstva, med njimi Senoni, Karnuti, Nervijci in Aduatuki. 
Zdaj opogumljeni Indutiomar je Cingetoriksa razglasil za državnega sovražnika in zaplenil njegovo premoženje. Ponovno je krenil proti Labienu in obkolil rimski tabor. S svojo konjenico je skoraj vsak dan jezdil po rimskem taboru, da bi izvidoval in ustrahoval Rimljane. Labien je zatem v rimski tabor vtihotapil velik kontingent pomožne konjenice in med enim od treverskih izvodovanj presenetil njihovo konjenico, jo napadel in na begu ubil Indutiomarja. Njegova smrt je bila spodbuda za jezo in upore Treverov, ki so se v uporu leta 51 pr. n. št. vojskovali na Ambioriksovi strani.